# Blas Muñoz (pintor)

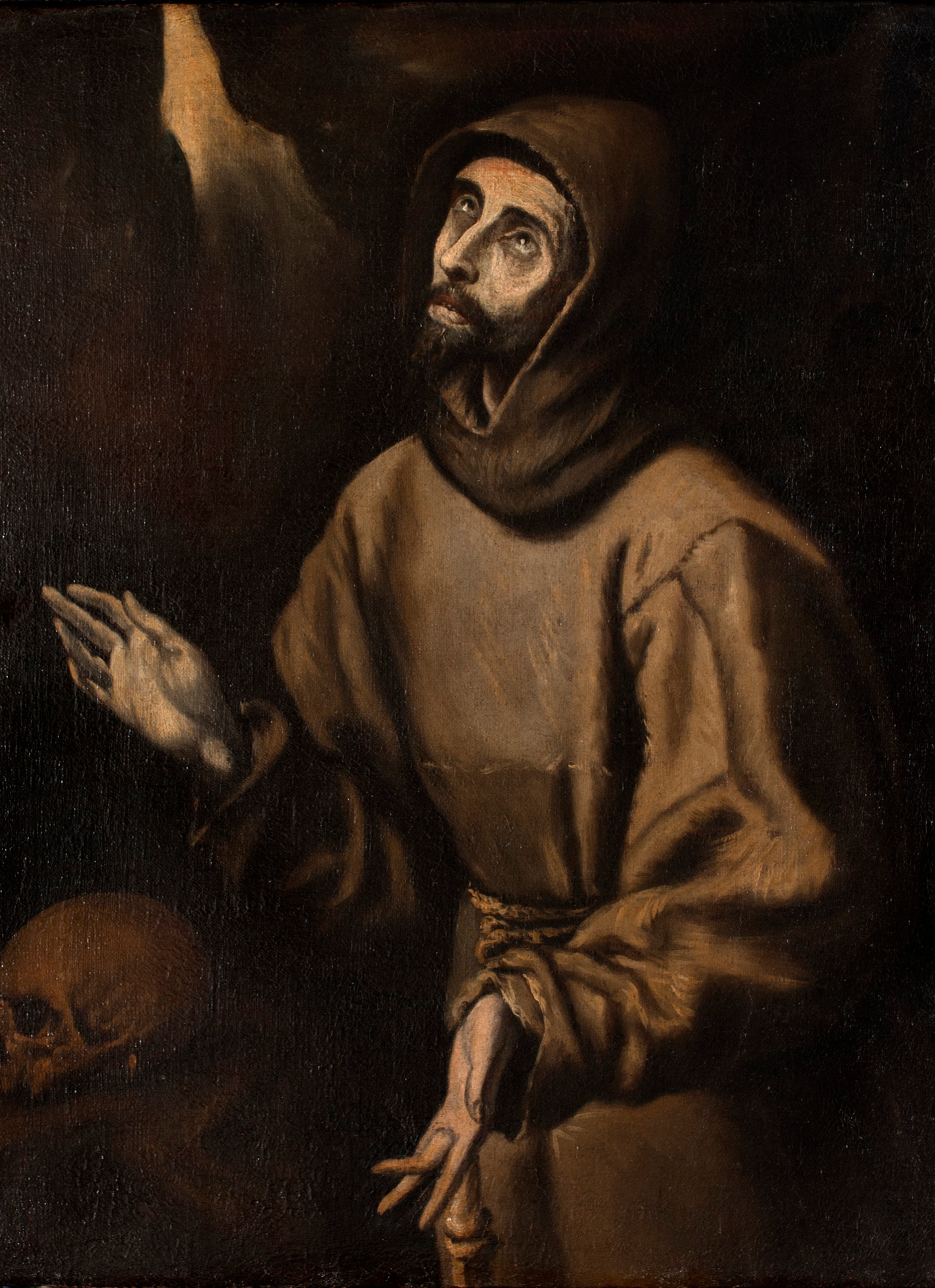
San Francisco de Asís, óleo sobre lienzo, 95,50 x 78,50 cm. Toledo, Museo del Greco.

Blas Muñoz (fl. 1674 — 1708) fue un pintor barroco español activo en Toledo y el más notable ejemplo de la pervivencia en la ciudad imperial de los modelos de El Greco y Luis Tristán.

## Biografía
La existencia de algunas pinturas firmadas por Blas Muñoz de apariencia estilística diversa, algunas muy apegadas a la tradición toledana, junto a la escasez de datos biográficos, hicieron pensar a Angulo y Pérez Sánchez en la existencia de dos pintores homónimos, quizá padre e hijo, cuya actividad abarcaría prácticamente todo el siglo, pues arrancaría con dos réplicas del San Francisco en oración de Tristán, ambas firmadas, una en colección particular de París y la otra, procedente del Museo de la Trinidad, depositada en el Ayuntamiento de Úbeda, que «por el carácter naturalista de los accesorios de naturaleza muerta, resueltos con vigor evidente», y la iluminación tenebrista, obligarían a pensar en una ejecución en fecha próxima a la del maestro, en el primer tercio del siglo, y alcanzaría a 1705, cuando Blas Muñoz contrató un modesto trabajo de restauración de algunas pinturas conservadas en la iglesia de San Nicolás.
La documentación localizada por Paula Revenga permite afirmar, sin embargo, que se trata de un único artista, documentado ininterrumpidamente en Toledo desde 1674 hasta 1708, año de su muerte. Muñoz debió de nacer en 1650, atendiendo a lo que él mismo afirmaba en 1678, al tasar las pinturas de Agustín de Encinillas, maestresala de las damas de la reina, cuando declaró tener veintiocho años, y hubo de formarse en Toledo, si no nació en la propia ciudad. En 1674, cuando alquiló una casa propiedad del Cabildo, era ya maestro independiente. Tratándose de un pintor de tienda, como se pone de manifiesto en alguno de los varios contratos de alquiler que firmó a lo largo de su vida, en los que se hace mención a la tienda o bodega junto a la vivienda, completaría sus modestos ingresos con la venta de cuadros a particulares, lo que podría explicar la imitación de modelos del cretense en fechas tan tardías como el último cuarto del siglo XVII.

## Obra
Artista ecléctico y de escasa inventiva, su obra conocida, toda ella firmada, muestra diversidad de influencias, desde las citadas del Greco y Tristán a las de artistas madrileños contemporáneos, como Gabriel de la Corte o Bartolomé Pérez, evocados en las dos más tempranas de sus obras conocidas: sendos floreros en vaso de cristal fechados en 1672, que en 1935 se encontraban en propiedad particular madrileña. Tratándose de un género particularmente apreciado por la clientela y para el que sin duda estaba bien dotado, practicó también el género floral de la guirnalda envolviendo escenas sagradas, como demuestra el San José con el Niño en brazos del convento de Santo Domingo el Real de Toledo, firmado y fechado en 1692.
Única muestra del género del retrato es el de un médico del Hospital Tavera (Oropesa, colección Páramo), de medio cuerpo y en óvalo, que a Angulo y Pérez Sánchez recuerda el estilo seco y expresivo de Ruiz de la Iglesia. La pintura religiosa, en pequeño formato y destinada a la devoción particular, está representada por una impersonal Adoración de los Magos fechada en 1689, de formato octogonal y conservada en colección particular madrileña, inspirada en una estampa de Lucas Vorsterman sobre composición de Rubens, y las dos citadas copias del San Francisco en oración de Luis Tristán, junto con un San Francisco en éxtasis (Toledo, Museo del Greco), copia fiel del San Francisco del Greco en el Museo de Pau, que hizo pensar a Sánchez Cantón en la posibilidad de atribuir a Muñoz algunos de los otros muchos Grecos de dudosa filiación y acredita el interés por la pintura del Greco continuado a todo lo largo del siglo XVII en Toledo.